# Federico Bondi
Federico Bondi (Florència, 19 de març de 1975) és un guionista, muntador i director de cinema italià.

## Biografia
Es va llicenciar en Lletres i Filosofia a la Universitat de Florència. És autor i director d'espots i documentals.
Mar Nero, l seu primer llargmetratge de ficció, va estar en competició internacional l'any 2008 al Festival Internacional de Cinema de Locarno on va guanyar tres premis: el Lleopard d'Or a la millor intèrpret femenina atorgat a Ilaria Occhini, el Premi del Jurat Ecumènic i el Premi del Jurat Jove.
La pel·lícula es va estrenar als cinemes italians el gener de 2009 i fou nominada al Nastro d'argento a la millor direcció novell.
El febrer de 2015 es va estrenar als cinemes el seu documental Educazione affettiva.
Dafne (2019), el seu segon llargmetratge de ficció, es va presentar a la 69è Festival Internacional de Cinema de Berlín a la secció Panorama, on va guanyar el Premi FIPRESCI. La pel·lícula, a les sales a partir del 21 de març de 2019, va obtenir el Premi Especial als Nastri d'argento 2019 i va ser seleccionada als 32ns Premis del Cinema Europeu.

## Filmografia
Curtmetratges
- Ora d'aria (1998)

Documentals
- Soste (2001)
- Soste Japan (2002)
- La ruta del cafè (2004)
- L'uomo planetario. L'utopia di Ernesto Balducci (2005)
- Educazione affettiva (2013)

Llargmetratge
- Mar Nero (2008)
- Dafne (2019)[6]